# Kushiëls sage
Kushiëls sage (in het Engels vaak 'Kushiel's Legacy' genoemd) is een fantasyboekenreeks van Jacqueline Carey. De oorspronkelijke trilogie over de anguisette Phèdre Delauney kreeg in 2006 een vervolg over Phèdres pleegzoon Imriël de la Courcel, met de boeken Kushiel's Scion (2006), Kushiel's Justice (2007) en Kushiel's Mercy (2008).
Het verhaal vindt plaats in een wereld die sterk lijkt op West-Europa (en omgeving) ten tijde van de late middeleeuwen. Bovendien neemt Carey een aantal bekende verhalen en mythen als uitgangspunt voor verschillende elementen in haar romans. Het duidelijkst is dit bij het verhaal van Elua, die geboren is uit het bloed van Yeshua (Jezus).
De combinatie van religie, erotiek, spionage en de gebruikelijke elementen in fantasyboeken zorgt voor een unieke en zeer opvallende fantasyserie.

## Belangrijkste personages
- Phèdre Delauney: de heldin van de serie
- Joscelin Verreuil: Phèdres persoonlijke lijfwacht en geliefde
- Hyacinthe: de Tsingaanse 'prins der reizigers' en Phèdres beste vriend
- Melisande Shahrizai: Phèdres persoonlijke vijand en verraadster
- Anafiel Delauney: Phèdres mentor en leraar
- Ysandre de la Courcel: koningin van Terre d'Ange
- Drustan Mab Necthana: heerser van Alba
- Waldemar Selig: leider van Skaldia

## De boeken
1. Kushiëls pijl (Kushiel's Dart), 2001
2. Kushiëls keuze (Kushiel's Chosen, 2002
3. Kushiëls werktuig (Kushiel's Avatar), 2003
4. Kushiel's Scion, 2006
5. Kushiel's Justice, 2007
6. Kushiel's Mercy, 2008